# Unidad Central Operativa
La Unidad Central Operativa (UCO) es el órgano central del servicio de Policía Judicial de la Guardia Civil de España, encargado de la investigación y persecución de las formas más graves de delincuencia y crimen organizado, ya sea nacional o internacional, así como del apoyo a Unidades Territoriales de Policía Judicial, que, por falta de personal o de medios, o porque el ámbito delincuencial sea interprovincial, requieran del apoyo de esta Unidad.

## Funciones
Así, sus funciones concretas son investigar y perseguir principalmente las siguientes tipologías delictivas:
- delitos económicos, en que se incluyen los fraudes, la falsificación de moneda y los delitos graves de contrabando
- tráfico organizado de drogas
- blanqueo de capitales
- homicidios y secuestros
- delincuencia organizada
- delitos contra el Patrimonio Histórico Español
- delitos telemáticos
- delincuencia medioambiental, en que se incluye el tráfico organizado de especies protegidas
- delitos relacionados con el consumo y el tráfico ilícito de medicamentos
- tráfico de objetos preciosos
- tráfico organizado de armas, explosivos y sustancias peligrosas o nocivas
- tráfico ilícito de vehículos
- tráfico de seres humanos

Otras funciones:
- establecer y mantener el enlace, coordinación y colaboración con otros servicios policiales u organismos afines, nacionales e internacionales, en el ámbito de la actividad de investigación.
- realizar investigaciones a solicitud de jueces, tribunales o fiscales.
- prestar apoyo a las Unidades Orgánicas territoriales de la Policía Judicial.

## Estructura
- Mando de la Unidad, Coronel de la Guardia Civil en Servicio activo
- Plana Mayor
- Departamento de Apoyo Técnico y Operativo. (S.E.V.A y S.A.T.O.)
- Departamento de Investigación Criminal I. Delincuencia General
- Departamento de Investigación Criminal II. Delincuencia Económico-Tecnológica
- Departamento de Investigación Criminal III. Tráfico de Drogas y Contrabando
- Unidad Adscrita a la Fiscalía Especial Antidroga
- Unidad Adscrita a la Fiscalía Especial Anticorrupción
- Equipos Contra el Crimen Organizado (ECO), seis equipos desplegados territorialmente

## Casos importantes
- 6 de diciembre de 1992: Crimen de Alcácer. Se forma un grupo mixto con la comandancia de Valencia para reiniciar la investigación.
- 1992: Desaparición de Gloria Martínez
- 27 de febrero de 1994: liberación de Maria Àngels Feliu (conocida como la farmacéutica de Olot).
- 23 de julio de 2007: participación en la detención en Figueira da Foz del peligroso delincuente Jaime Jiménez Arbe, más conocido como el Solitario.
- 6 de febrero de 2009: Caso Gürtel y su deriva hacia el denominado Caso Bárcenas. Desarticulación de una trama de corrupción en el seno del PP.
- 27 de octubre de 2009: desarticulación de una trama de corrupción en el área metropolitana de Barcelona, en el denominado "Caso Pretoria", en que se detuvo al alcalde de Santa Coloma de Gramanet (PSOE) y a otros ex cargos públicos pertenecientes al PSOE y a CIU.
- 27 de octubre de 2014: desarticulación de una trama de corrupción en la Operación Púnica.[2][3]
- 2014: Crimen de Almonte
- 18 de septiembre de 2016. Investigación de los descuartizamientos de Pioz.
- 19 de abril de 2017: Operación Lezo, en que se investiga la presunta corrupción en la gestión del Canal de Isabel II.[4]
- 18 de julio de 2017: Caso Ángel María Villar, corrupción en la Federación española de Fútbol.[5]
- 22 de agosto de 2016 - 31 de diciembre de 2017: Caso Diana Quer, desaparición y asesinato de la joven madrileña, de 18 años, Diana Quer.[6]
- 27 de febrero - 11 de marzo de 2018: Operación Nemo, desaparición y asesinato del niño almeriense, de 8 años, Gabriel Cruz.[7]
- Abril de 2022 - actualidad: Operación Delorme, la mano derecha del exministro de Transportes José Luis Ábalos (PSOE), y el propio ministro, entre otros, son investigados por una trama de corrupción.

## Mandos
- Manuel Sánchez Corbí (2015-2018; por perdida de confianza)[8]
- Francisco Javier Sánchez Gil (2018-2021; por ascenso a general)[9]
- Alfonso López Malo (2021-2023; por ascenso a general)[10]
- Rafael Vicente Yuste Arenillas (Desde 2023)[11]